# Ерстен (кантон)
Ерсте́н (фр. Erstein) — кантон у Франції, в департаменті Нижній Рейн регіону Ельзас.

## Склад кантону
Кантон включає в себе 14 муніципалітетів:
| Муніципалітет | Площа | Населення, осіб | Рік  |
| ------------- | ----- | --------------- | ---- |
| Больсенайм    | 4,35  | 422             | 2006 |
| Вестуз        | 11,94 | 1375            | 2006 |
| Герстайм      | 16,42 | 2785            | 1999 |
| Добенсанд     | 3,87  | 367             | 1999 |
| Ендісайм      | 11,84 | 1369            | 1999 |
| Ерстен        | 36,22 | 9735            | 2006 |
| Іпсайм        | 4,52  | 770             | 1999 |
| Іштрацайм     | 3,09  | 282             | 1999 |
| Лімерсайм     | 5,58  | 583             | 2006 |
| Нордуз        | 11,00 | 1422            | 1999 |
| Обенайм       | 7,99  | 1352            | 2006 |
| Остуз         | 9,72  | 955             | 2006 |
| Шефферсайм    | 3,96  | 794             | 2006 |
| Юттенайм      | 4,77  | 572             | 2006 |

## Консули кантону
| Період    | Консул          | Посада                                               |
| --------- | --------------- | ---------------------------------------------------- |
| 1988—2014 | Francis Grignon | Сенатор з 1995 (до 2001 — мер муніципалітету Нордуз) |

| Франція | Це незавершена стаття з географії Франції. Ви можете допомогти проєкту, виправивши або дописавши її. |